# خالد المريخي (لاعب كرة قدم قطري)
خالد حمد محمد المريخي (مواليد 1968) هو لاعب كرة قدم قطري متقاعد. لعب لمنتخب قطر لكنه اشتهر بوقته مع السد.
بدأ مسيرته في التضامن. بعد الحل المؤقت للدرجة الثانية القطري عام 1989 انتقل إلى السد. نجم المستقبل فهد الكواري أيضا انتقل إلى السد من التضامن. كانا يعتبران من أبرز اللاعبين الذين انتقلوا من الدرجة الثانية.
سجل هدف الفوز في نهائي كأس أمير قطر 1994.